# Channelmode
Channelmodes werden im Internet Relay Chat dazu benutzt, die Eigenschaften von Channels zu spezifizieren.

## Syntax von Channelmodes
Channelmodes werden grundsätzlich durch den MODE-Befehl gesetzt, geändert oder angezeigt. Fast alle Modi können dabei entweder eingeschaltet oder ausgeschaltet sein.
Durch Aufruf des MODE-Befehls ohne Parameter ist es möglich die derzeit gesetzten Modi anzuzeigen:
```
MODE #foo
:irc.spaceboyz.net 324 nick #foo +snt
:irc.spaceboyz.net 329 nick #foo 1111111111

```

(die 1111111111 ist hierbei die Erstellungszeit des Channels in Unixzeit)
Wird der MODE-Befehl mit Parametern benutzt, so wird den Modi entweder ein Pluszeichen (+) oder ein Minuszeichen (-) vorangestellt, um die gewünschte Operation anzugeben:
```
MODE #foo +i

```

Mehrere Modi können aneinandergereiht werden, indem sie einfach hintereinander geschrieben werden. Sukzessive gleiche Plus/Minuszeichen können dabei Ausgelassen werden.
```

MODE #foo -si+p-t

```

### Modusparameter
Erfordert ein Modus Parameter, so werden diese am Ende angefügt und gegebenenfalls durch Leerzeichen getrennt:
```
MODE #foo +kil key 123

```

Zum Entfernen eines solchen Modus muss normalerweise nur der Modus mit vorangestelltem - angegeben werden. Einzelne Modi und können jedoch hiervon abweichen, insbesondere +k auf einigen Servern.
Modi die Hostmasks als Parameter erwarten (+b, +e, +I) führen eine Liste mit Masken, zu der jeweils hinzugefügt (+) oder entfernt (-) werden kann. Die Liste kann abgerufen werden, indem der Modus alleine und ohne Parameter angegeben wird:
```
MODE #foo b
:irc.spaceboyz.net 367 nick #foo nick!user@host nick 1111111112
:irc.spaceboyz.net 368 nick #foo :End of Channel Ban List

```

## Modi

### Allgemein übliche Standard-Modi

#### b (Ban)
| alle IRCd: | +b nick!user@host | RFC 1459, RFC 2811 |

Verbietet es den entsprechenden Benutzern, den Channel zu betreten. Einige IRC-Server erlauben Operatoren, dies zu ignorieren und den Channel trotzdem zu betreten.

#### e (Exception, Ban-Ausnahme)
| moderne IRCd: | +e nick!user@host | RFC 2811 |

Erlaubt Benutzern, trotz eventuell vorhandenen Bans (+b) den Channel zu betreten.

#### i (Invite-only, nur mit Einladung)
| alle IRCd: | +i | RFC 1459, RFC 2811 |

Macht das Betreten des Channels nur nach vorheriger Einladung (per /INVITE-Befehl) möglich. Auf einigen IRC-Servern können Operatoren sich selbst in solche Channels einladen.

#### I (persistent Invite, „Invex“, gespeicherte Einladung)
| moderne IRCd: | +I nick!user@host | RFC 2811 |

Lädt Benutzer dauerhaft in den Channel ein, so dass sie nicht jedes Mal per /INVITE eingeladen werden müssen.

#### k (Key, Passwortschutz)
| alle IRCd: | +k key | RFC 1459, RFC 2811 |

Setzt ein Passwort, welches zum Betreten des Channels als zusätzlicher Parameter an den JOIN-Befehl angehängt werden muss. Ohne das Passwort anzugeben, kann der Channel abhängig vom IRC-Server nur von Operatoren oder von niemandem betreten werden.

#### l (Limit, Maximale Benutzeranzahl)
| alle IRCd: | +l limit | RFC 1459, RFC 2811 |

Begrenzt die Anzahl der sich im Channel befindenden Benutzer auf limit.

#### m (Moderated, Moderiert)
| alle IRCd: | +m | RFC 1459, RFC 2811 |

Verbietet Benutzern ohne „Stimme“ (+v) oder Channeloperatorstatus (+o), im Channel zu sprechen. Sollte der IRC-Server zusätzliche Channelstadi von Benutzern kennen (z. B. +h, +a, +q), so ist diesen normalerweise das Sprechen ebenfalls erlaubt.

#### n (No external messages, Keine Nachrichten von Benutzern außerhalb)
| alle IRCd: | +n | RFC 1459, RFC 2811 |

Verbietet das Senden von Nachrichten in den Channel von Benutzern die nicht im Channel sind.

#### o (Operator, Channeloperatorstatus)
| alle IRCd: | +o nick | RFC 1459, RFC 2811 |

Vergibt Channeloperatorstatus an den angegebenen Benutzer.

#### p (Private, Privater Channel)
| alle IRCd: | +p | RFC 1459, RFC 2811 |

Markiert den Channel als Privat, so dass dieser nicht in /WHO und /WHOIS-Anfragen auftaucht und /NAMES nicht benutzt werden kann jeweils falls man nicht in diesem Channel ist. Des Weiteren wird der Channel in /LIST nur ohne Topic aufgeführt.

#### s (Secret, Geheimer Channel)
| alle IRCd: | +s | RFC 1459, RFC 2811 |

Wie +p, jedoch taucht der Channel in /LIST gar nicht auf.
Die Modi +p und +s schließen sich gegenseitig aus. Wird +s hinzugefügt, und +p war bereits gesetzt, wird +p vom IRCd automatisch entfernt und andersherum.

#### t (Topic, Topicänderung nur durch Channeloperatoren)
| alle IRCd: | +t | RFC 1459, RFC 2811 |

Verhindert Änderungen am Topic des Channels durch Benutzer, die nicht über Channeloperatorstatus verfügen.

#### v (Voice, Stimme)
| alle IRCd: | +v nick | RFC 1459, RFC 2811 |

Gibt dem angegebenen Benutzer eine „Stimme“, sodass er, falls +m gesetzt sein sollte, trotzdem im Channel sprechen kann.

### seltene / unbekannte / umfunktionierte Standard-Modi
Unvollständig, die IRCd-Angaben sind mit Vorsicht zu genießen!
| IRCnet ircd >= 2.10 | +o nick     | RFC 2811 | Creator (!-Channels)                                   |
| IRCnet ircd >= 2.9  | +a          | RFC 2811 | Anonymer Channel, Benutzernamen werden nicht angezeigt |
| IRCnet ircd >= 2.9  | +q          | RFC 2811 | Quiet, keine Nachrichten im Channel                    |
| IRCnet ircd >= 2.11 | +R hostmask | RFC 2811 | Reop (/mode #channel +R *!ident@host)                  |

### Gebräuchliche Channelmodes für UnrealIRCd
| UnrealIRCd | +u                | Auditorium: bei /names und /who werden nur Channel-Operatoren angezeigt                                       |
| UnrealIRCd | +j JOINS:SEKUNDEN | Joinflood-Protection: wenn mehr als JOINS Joins pro SEKUNDEN Sekunden festgestellt werden, wird +R gesetzt.   |
| UnrealIRCd | +R                | Registered-Only: Nur Benutzer mit einem bei den Services registrierten Nicknamen können den Channel betreten. |

### Gebräuchliche Channelmodes für UndernetIRCd
UndernetIRCd findet häufig Anwendung zusammen mit SRVX, +e und +I Mode sind nicht vorhanden.
| UndernetIRCd | +c      | no-colour: Es dürfen keine farbigen Nachrichten in den Channel geschrieben werden.                        |
| UndernetIRCd | +d / +D | DelayJoin: joins/quits werden nicht angezeigt bis der User eine Nachricht schreibt oder voice/op bekommt. |
| UndernetIRCd | +r      | Registered-Only: Nur registrierte Benutzer können den Channel betreten.                                   |
| UndernetIRCd | +z      | mode-lock: die Modes des Channel werden beibehalten, auch wenn der letzte User parted.                    |